# Pollostacris nigrithorax
Pollostacris nigrithorax är en insektsart som beskrevs av Christiane Amédégnato och Marius Descamps 1979. Pollostacris nigrithorax ingår i släktet Pollostacris och familjen gräshoppor. Inga underarter finns listade i Catalogue of Life.